# 卡尔·韦恩·邦提安
卡爾·韋恩·邦提安（英語：Carl Wayne Buntion，1944年3月30日—2022年4月21日）是一名在德克薩斯州判處死刑並最終執行的美國男性公民。他於2022年4月21日執行注射死刑時已年逾78歲，因此他也成為德克薩斯州所執行的最年長死囚。

## 早年生活
卡爾·邦提安出生於1944年3月30日。在邦提安童年時代，他的父親謀殺了一名男子，同時還對邦提安兄弟及母親施暴。邦提安曾因遭受父親虐待而骨折，他宣稱他因此罹患創傷後壓力症。

## 刑事犯罪
在謀殺案之前，卡爾·邦提安有非常漫長的犯罪史；他最早的一次定罪是在1961年的盜竊罪。多年來，他因為入室盜竊、損壞財物及持有違禁藥物等多項罪名而被定罪。而其中最嚴重的罪行莫過於他因性侵兒童而判處有期徒刑15年，但他在服刑13個月後即獲得假釋。
在他的雙胞胎兄弟肯尼斯·邦提安（Kenneth Buntion）於1971年4月10日在一場槍戰中被兩名警察射殺後，據說他發誓要為他的兄弟復仇。同時他據稱還告訴他的一名同夥，表示他寧可被警察殺死也不願再回到監獄。

## 謀殺案件
1990年6月27日，37歲的休斯敦警察局警官詹姆斯·厄比（James Irby）在執勤時攔下一輛車進行詢問，而卡爾·邦提安則是這輛車上的乘客。在厄比與司機問話時，邦提安下車並向厄比的頭部開槍。厄比倒地後，邦提安繼續向他的背部連續開了兩槍。隨後，邦提安向附近逃竄並向周圍人群開槍射擊。在射殺厄比之後，邦提安還在一起劫車案中企圖向司機開槍並對逮捕自己的警察開槍；在他被捕前，他還在用槍指向一名無辜群眾。最後，邦提安在案發現場附近的一棟建築物裡被捕。

### 審判過程
1991年，陪審團裁定卡爾·邦提安极刑谋杀罪名成立並判處死刑。但德克薩斯州刑事上訴法院於2009年撤銷了對邦提安的死刑判決。但在2012年，邦提安再度被陪審團判處死刑。
隨後，卡爾·邦提安的辯護律師向美國最高法院上訴，但最高法院在2021年10月駁回了他的上訴。史蒂芬·布雷耶大法官在其否定裁決裡說道，邦提安“被長期監禁，以及類似這樣的監禁案例已經讓人對死刑的合憲性提出了質疑”。
卡爾·邦提安最終於2022年4月21日被執行注射死刑。

## 個人境況
卡爾·邦提安是德州阿里安兄弟會的成員。